# Куса Врана
Куса Врана (буг. Куса врана) је насеље у Србији у општини Димитровград у Пиротском округу. Према попису из 2022. било је 44 становника.
Насеље је удаљено 8 километара од Звоначке бање и 6 километара од пута Суково—Звоначка бања.

## Демографија
У насељу Куса Врана живи 78 пунолетних становника, а просечна старост становништва износи 63,2 година (60,8 код мушкараца и 65,8 код жена). У насељу је 2002. године било 75 домаћинстава, а просечан број чланова по домаћинству био је 2,21.
Становништво у овом насељу веома је нехомогено, а у последњих седам пописа примећен је пад у броју становника.
|  |

| Демографија | Демографија | Демографија |
| Година      | Становника  | Становника  |
| ----------- | ----------- | ----------- |
| 1948.       | 1.010       |             |
| 1953.       | 1.005       |             |
| 1961.       | 830         |             |
| 1971.       | 670         |             |
| 1981.       | 422         |             |
| 1991.       | 279         | 278         |
| 2002.       | 166         | 166         |
| 2011.       | 80          |             |
| 2022.       | 44          |             |

| Година пописа     | 1948. | 1953. | 1961. | 1971. | 1981. | 1991. | 2002. |
| ----------------- | ----- | ----- | ----- | ----- | ----- | ----- | ----- |
| Број домаћинстава | 159   | 173   | 170   | 155   | 140   | 118   | 75    |

| Број чланова      | 1  | 2  | 3  | 4 | 5 | 6 | 7 | 8 | 9 | 10 и више | Просек |
| ----------------- | -- | -- | -- | - | - | - | - | - | - | --------- | ------ |
| Број домаћинстава | 27 | 28 | 11 | 2 | 5 | 0 | 1 | 0 | 0 | 1         | 2,21   |

| Пол    | Укупно | Неожењен/Неудата | Ожењен/Удата | Удовац/Удовица | Разведен/Разведена | Непознато |
| ------ | ------ | ---------------- | ------------ | -------------- | ------------------ | --------- |
| Мушки  | 76     | 11               | 53           | 11             | 1                  | 0         |
| Женски | 80     | 1                | 53           | 26             | 0                  | 0         |
| УКУПНО | 156    | 12               | 106          | 37             | 1                  | 0         |

| Пол    | Укупно                    | Пољопривреда, лов и шумарство | Рибарство                            | Вађење руде и камена | Прерађивачка индустрија       |
| ------ | ------------------------- | ----------------------------- | ------------------------------------ | -------------------- | ----------------------------- |
| Мушки  | 26                        | 18                            | 0                                    | 0                    | 1                             |
| Женски | 8                         | 7                             | 0                                    | 0                    | 0                             |
| УКУПНО | 34                        | 25                            | 0                                    | 0                    | 1                             |
| Пол    | Производња и снабдевање   | Грађевинарство                | Трговина                             | Хотели и ресторани   | Саобраћај, складиштење и везе |
| Мушки  | 0                         | 6                             | 1                                    | 0                    | 0                             |
| Женски | 0                         | 0                             | 0                                    | 0                    | 0                             |
| УКУПНО | 0                         | 6                             | 1                                    | 0                    | 0                             |
| Пол    | Финансијско посредовање   | Некретнине                    | Државна управа и одбрана             | Образовање           | Здравствени и социјални рад   |
| Мушки  | 0                         | 0                             | 0                                    | 0                    | 0                             |
| Женски | 0                         | 0                             | 0                                    | 1                    | 0                             |
| УКУПНО | 0                         | 0                             | 0                                    | 1                    | 0                             |
| Пол    | Остале услужне активности | Приватна домаћинства          | Екстериторијалне организације и тела | Непознато            | Непознато                     |
| Мушки  | 0                         | 0                             | 0                                    | 0                    | 0                             |
| Женски | 0                         | 0                             | 0                                    | 0                    | 0                             |
| УКУПНО | 0                         | 0                             | 0                                    | 0                    | 0                             |

| Етнички састав према попису из 2002.‍ | Етнички састав према попису из 2002.‍ | Етнички састав према попису из 2002.‍ | Етнички састав према попису из 2002.‍ | Етнички састав према попису из 2002.‍ |
| ------------------------------------ | ------------------------------------ | ------------------------------------ | ------------------------------------ | ------------------------------------ |
|                                      |                                      |                                      |                                      |                                      |
| Срби                                 | Срби                                 |                                      | 52                                   | 31,32%                               |
| Бугари                               | Бугари                               |                                      | 49                                   | 29,51%                               |
| неизјашњени                          | неизјашњени                          |                                      | 64                                   | 38,57%                               |
| непознато                            | непознато                            |                                      | 1                                    | 0,60%                                |

| Етнички састав према попису из 2022.‍ | Етнички састав према попису из 2022.‍ | Етнички састав према попису из 2022.‍ | Етнички састав према попису из 2022.‍ | Етнички састав према попису из 2022.‍ |
| ------------------------------------ | ------------------------------------ | ------------------------------------ | ------------------------------------ | ------------------------------------ |
|                                      |                                      |                                      |                                      |                                      |
| Срби                                 | Срби                                 |                                      | 16                                   | 36,4%                                |
| Бугари                               | Бугари                               |                                      | 12                                   | 27,3%                                |
| неизјашњени                          | неизјашњени                          |                                      | 11                                   | 25%                                  |
| непознато                            | непознато                            |                                      | 4                                    | 9,1%                                 |

## Познати Кусовранци
- Адам Маринковић (из фамилије Бубини, тврди Ранча Маринков Бубин), члан Тајног завереничког комитета за ослобођење Србије од Турака, основаном у Нишу 1874. године, у устанку за ослобођење пиротског краја јуна 1876. године учесник-добровољац у српској војсци под командом генерала Ђуре Хорватовића.(Извор: Историја Пирота) Село Куса Врана је до 1878. године припадало Кнежевини Србији под турском влашћу, које је на Берлинском конгресу 1878. године припојено Бугарској, све до 1913. године, када је, после балканских ратова, поново враћено Србији.
- Дрaган Живaдинов, словеначки позоришни режисер, универзални концептуални уметник и космонаут, „наше горе је лист“, унук је баба-Станке, јединствене, али несхваћене самоуке сеоске уметнице тог времена, и деде Благоја из фамилије Ђинини. Рођен је 24. јануара 1960. године у Илирској Бистрици, од мајке Словенке Иванке и оца Кусовранца Илије Благојиног Ђининог. Драган Живaдинов је, можда, најзначајнији уметник бивше Југославије и европски уметник у Источној Европи у другој половини 20. века. Најславнија је, свакако, артисткиња Марина Абрамовић, али иза ње стоји само њено дело, док иза Живадинова неколико епохалних стилова у уметности и култури.(Денис Куљиш, савремени хрватски публициста) У 21. веку Драган Живадинов постао је икона словеначке и европске уметничке сцене. Живи и ради у Словенији. (О његовом изузетном стваралаштву и чудесним креацијама видети на Википедији, слободној енциклопедији!)
- Стамбол Гештамов, изворно Ђешт’мов, познати кувар, дугогодишњи шеф кухиње хотела Интерконтинентал у Београду

## Галерија
- Путоказ ка насељу